# George Bass
George Bass (født 30. januar 1771, død efter 5. februar 1803) var en skibslæge i den britiske flåde kendt for sine opdagelsesrejser i Australien.

## Tidlige år
Bass blev født 30. januar 1771 ved Aswarby, en landsby nær Sleaford i det britiske grevskab Lincolnshire, som søn af landbrugsforpagter George Bass og en lokal skønhed ved navn Sarah Newman. Hans far døde i 1777, da Bass var 6 år. Han gik på Boston Grammar School og lærte senere medicin på hospitalet i Boston i Lincolnshire. Da han var 18, blev han optaget som medlem i selskabet for kirurger, Company of Surgeons, i London. I 1794 gik han ind i Royal Navy (den britiske flåde) som kirurg.
Han ankom til Port Jackson og Sydney i New South Wales på HMS Reliance 7. september 1795.
Med på rejsen var også Matthew Flinders, John Hunter, Bennelong og hans assistent William Martin.

## To rejser med Tom Thumb
Med på Reliance havde Bass medbragt en lille båd med en længde på 8 fod (2,4 meter) og en dæksbredde på 5 fod (1,5 meter). Han kaldte den Tom Thumb på grund af dens størrelse. I oktober 1795 sejlede Bass, Flinders og Martin med Tom Thumb ud af Port Jackson til Botany Bay og længere op af Georges River, end nogen bosætter tidligere havde været. Deres rapporter førte til bosættelsen Banks' Town.
I marts 1796 sejlede de samme tre ud på en ny tur i en lignende båd, som de også kaldte Tom Thumb. På denne tur sejlede de ned af kysten til Lake Illawarra, som de navngav Tom Thumb Lagoon. De opdagede og udforskede også Port Hacking.
Senere samme år opdagede Bass godt land nær Prospect Hill, fandt bortløbent kvæg fra First Fleet og gjorde et forgæves forsøg på at krydse Blue Mountains.

## Rejse med hvalbåd til Western Port
I 1797, denne gang uden Flinders, sejlede Bass i en åben hvalbåd med en seks mand stor besætning til Cape Howe, det sydøstligste punkt i Australien. Herfra sejlede han mod vest langs kysten af, det der i dag er, regionen Gippsland i Victoria til Western Port næsten helt til der, hvor Melbourne ligger i dag. Han var overbevist, om at et stræde adskilte det australske hovedland fra det allerede kendte Van Diemen's Land (nu Tasmanien) på grund af det kraftige tidevand og de store sydvestlige dønninger ved Wilsons Promontory.
Bass udforskede området omkring Kiama og gjorde mange notater om floraen og naturfænomenet Kiama Blowhole. Han beskrev geologien omkring blæsehullet og bidrog til at forklare fænomenet.

## Omsejling af Tasmanien med skibetNorfolk
I 1798 fik Bass sin teori bekræftet, da han sammen med Flinders sejlede rundt om Van Diemen's Land med skibet Norfolk. På rejsen nåede de Derwent Rivers udmunding, som var opdaget og navngivet af kaptajn John Hayes i 1793. Byen Hobart blev grundlagt her i 1803 på grundlag af Bass' rapport. Da de kom tilbage til Sydney, anbefalede Flinders til guvernør John Hunter, at strædet mellem Van Diemen's Land og hovedlandet blev kaldt Bass Strait.
"Det var kun en rimelig anerkendelse til min gode ven og kompagnon," skrev Flinders, "for den ekstreme fare og udmattelse han havde udsat sig selv for, da han sejlede derned i en hvalbåd, og de korrekte vurderinger af forskellige tegn på, at der eksisterede en bred åbning mellem Van Diemen's Land og New South Wales."
Bass var en entusiastisk naturhistoriker og botaniker og han sendte nogle af sine indsamlede planter til Sir Joseph Banks i London. "I løbet af de fjorten uger rejsen varede, indsamlede jeg disse få planter i Van Diemen's Land, som jeg ikke kendte fra New South Wales," skrev han til Banks, "og som jeg tillader mig at sende til Dem til inspektion." Han blev gjort til æresmedlem af Society for Promoting Natural History (Selskabet til Fremme af Naturhistorie), som senere blev til Linnean Society. Nogle af hans opdagelser blev offentliggjort i andet bind af David Collins' An Account of the English colony in New South Wales. Bass var også den første, som beskrev det australske pungdyr, vombatten

## Ægteskab og forretninger
8. oktober 1800 blev George Bass gift med Elizabeth Waterhouse i Saint James's Church, Westminster. Hun var søster til kaptajn Henry Waterhouse, som Bass tidligere havde sejlet med. I januar 1801 sejlede Bass tilbage til Sydney uden sin kone. De skrev herefter sammen, men Bass kom aldrig hjem igen.
Bass havde sammen med nogle venner investeret omkring £10.000 i den kobber-beklædte brig Venus og en last med varer til at sælge i New South Wales. Bass sejlede med som ejer og leder. (Blandt hans indflydelsesrige venner og medinvestorer var chefkirurgen i den britiske koloni på Norfolk Island, Thomas Jamison, som senere blev generallæge i New South Wales.)
Da de passerede gennem Bass Strait, noterede han det blot som Bass Strait som enhver anden geografisk lokalitet. Det virker, som Flinders' levnedsskildrer Ernest Scott bemærkede, som om Bass' naturlige beskedenhed gjorde, at han ikke følte noget behov for at skrive "opdaget af mig" eller "opkaldt efter mig".
Da Bass kom frem, fandt han, at der var rigeligt med varer i kolonien, og han var ude af stand til at sælge lasten. Guvernør Philip Gidley King havde et meget stramt budget og kunne ikke købe lasten, heller ikke med 50% rabat. King gav dog Bass en kontrakt til at hente saltet flæsk på Tahiti. Der var fødevaremangel i Sydney på denne tid, og priserne var høje. Der var masser af svin på Selskabsøerne og Bass fik en kontrakt på 6 pence for et pund svinekød. King skulle betale 12 pence i Sydney, men det var stadig en profitabel handel for Bass. Sammen med sin partner Charles Bishop sejlede Bass fra Sydney i Venus til Dusky Sound i New Zealand, hvor de brugte 14 dage på at samle jern fra vraget af kaptajn Bramptons gamle skib Endeavour. Jernet blev lavet til økser, som de byttede for svinekød på Tahiti. De var tilbage i Sydney november 1802.
I januar 1803 ansøgte Bass den britiske konge om eneretten på fiskeri syd for en linje tværs over New Zealands Sydø fra Dusky Sound til Otago Harbour, hvor byen Dunedin ligger i dag. Området omfattede Antipodes Islands, som Bass kendte fra sin svoger Waterhouse, der havde opdaget øgruppen. Han havde store forventninger til dette, men før han hørte, at hans anmodning var blevet afvist, var han sejlet mod syd fra Sydney og kom aldrig tilbage. Bass og Flinders havde begge Sydney som base på denne tid, men de var ikke i byen på samme tid.

## Sidste rejse
Det vides ikke, hvad der skete med Bass. Han sejlede ud med Venus 5. februar 1803, og hverken han eller besætningen blev set igen. Hans plan var at sejle til Tahiti og måske til de Spanske kolonier i Chile for at købe fødevarer.
Der har været mistanke om, at Bass også kunne have planlagt at smugle varer til Chile. Spanske skibe og købmænd havde eneret på salg af varer til de spanske kolonier, men i kolonierne var efterspørgslen efter varer større end det, de spanske købmænd kunne levere. Varerne var også pålagt høje skatter, så priserne var meget høje. Derfor var der en omfattende men illegal handel med udenlandske skibe. Port Jackson og Sydney blev af nogle historikere i det 19. århundrede beskrevet som en smuglerbase. (Storbritannien havde ikke det bedste forhold til Spanien, så myndighederne greb ikke ind).[kilde mangler]
Bass havde stadig mange af de varer, som han havde fragtet til Sydney i 1801, og han kan have været fristet til at prøve at sælge dem i Chile. To af hans sidste breve hentyder til planer, som han ikke kunne afsløre. I alle tilfælde sejlede han i 1803 med et diplomatisk brev fra guvernør King, som bekræftede hans bona fides, og at hans eneste formål i Chile ville være at købe forsyninger.
Da mange måneder gik uden, at man hørte noget, var guvernør King og Bass' venner i Sydney nødsaget til at acceptere, at han havde været ude for en ulykke. I januar 1806 blev Bass registreret som tabt til søs af Admiralitetet i England. Senere samme år fik hans kone Elizabeth tildelt en enkepension med virkning fra den dag hans kontrakt med King udløb i juni 1803. (Bass havde betalt til pensionsfonden af sin løn.)

## Spekulationer om Bass' skæbne
Der har været mange spekulationer om Bass' skæbne. En af dem, som tilskrives William Campbell fra briggen Harrington, hævder at Bass blev taget til fange af spanierne i Chile og sendt til sølvminerne. Skibet Harrington var involveret i smugling og vendte tilbage til Sydney omkring tre måneder efter Bass' afsejling. Denne historie stammer dog fra en rapport af William Fitzmaurice fra 1811. Der er gode optegnelser om Campbell i 1803 og i 1805, hvor han opbragte et spansk skib, men Bass bliver ikke nævnt. (tre måneder synes også for kort tid til at Bass kan nå til Chile og Harrington derefter tilbage til Sydney.)
En anden ting, der tæller mod den sydamerikanske historie, er at alle britiske fanger i Chile og Peru blev løsladt i 1808 og vendte tilbage til Europa. Hvis Venus' besætning havde været tilfangetaget, var der ingen af de 25, som overlevede.
Den danske eventyrer Jørgen Jürgensen skrev om Bass i sin selvbiografi i 1835. Han hævdede, at Bass havde forsøgt at gennemtvinge en handel med våbenmagt i Chile, men var blevet taget til fange. Jürgensen har sandsynligvis mødt Bass, men hans beretning er næsten med sikkerhed opdigtet. Jürgensons erindringer er underholdende men ofte langt fra virkeligheden.
Hverken en søgning i spanske arkiver i 1903 af den lærde Pascual de Gayangos eller en søgning i peruvianske arkiver i 2003 af historikeren Jorge Ortiz-Sotelo fandt Bass nævnt nogen steder. Hans skæbne forbliver et mysterium.

## Anerkendelse
I 1963 udgav Australia Post et frimærke med George Bass Arkiveret 3. marts 2016 hos  Wayback Machine og igen i 1998 sammen med Matthew Flinders. Arkiveret 29. oktober 2013 hos  Wayback Machine
En rekonstruktion af hans rejse med hvalbåden blev gennemført på 200-året for Bass' rejse. Den blev ledet af Bern Cuthbertson i den 9 meter lange Elizabeth og ankom til Western Port 5. januar 1998. ved samme lejlighed blev der opsat en mindeplade ved siden monumentet for Bass og Flinders ved Flinders.
En række geografiske og administrative lokaliteter er opkaldt efter Bass:
- Bass, Victoria (by)
- Bass Highway (Tasmanien)
- Bass Highway (Victoria)
- Bass Hill, New South Wales
- Bass Point
- Bass Strait
- Division of Bass, Tasmanien (føderal)
- Division of Bass, Tasmania (stat)
- Bass River